# Bijnik

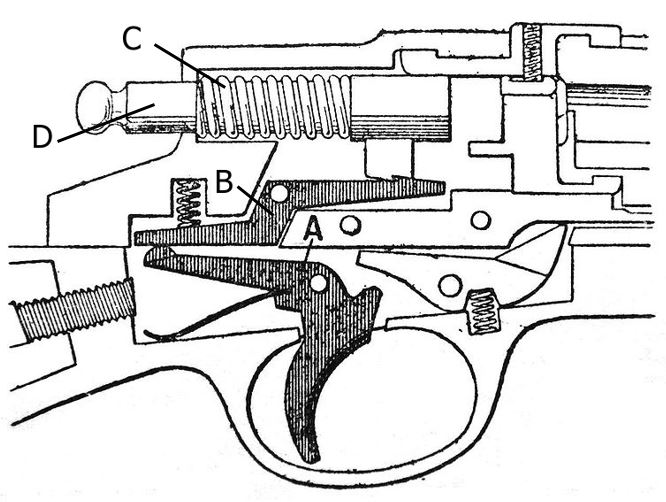
Bijnik karabinu (oznaczony literą D)

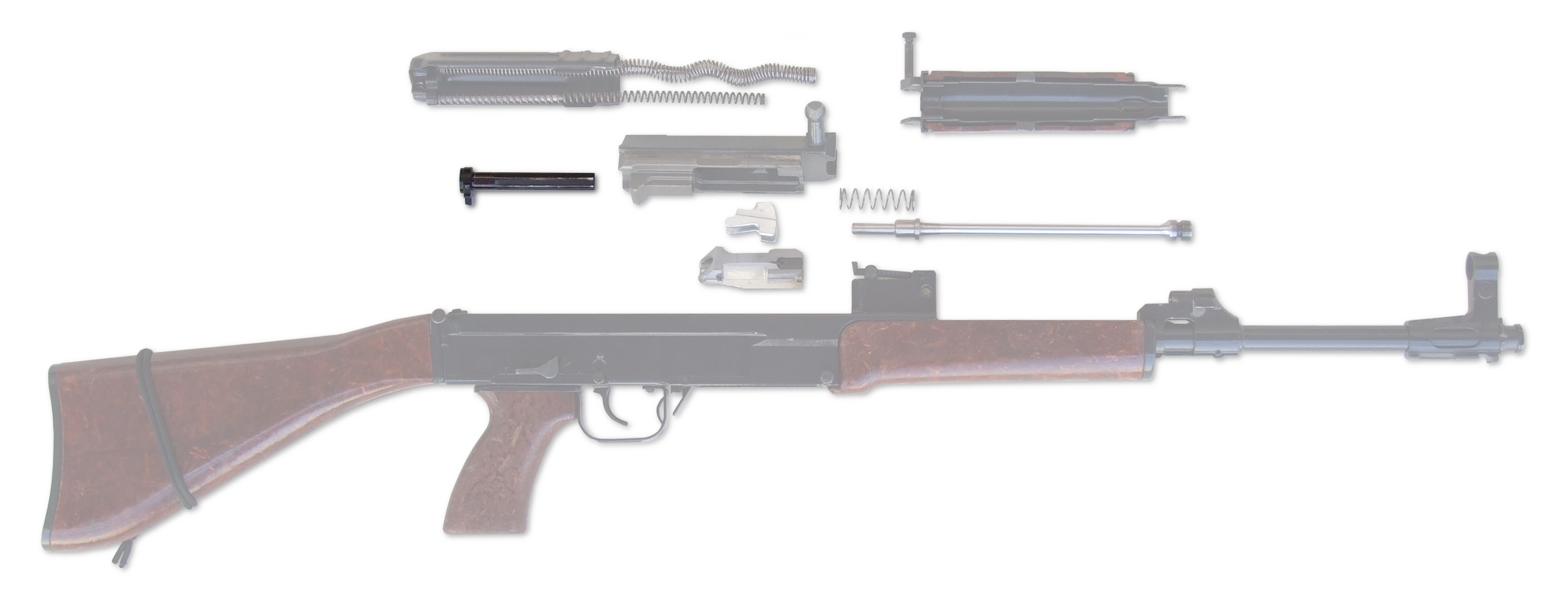
Bijnik w karabinku Sa vz. 58

Bijnik – element mechanizmu uderzeniowego uderzający ruchem prostoliniowym w iglicę i powodujący odpalenie naboju. Ruch bijnika jest powodowany przez sprężynę uderzeniową.
W wielu wzorach broni rolę bijnika spełnia zamek lub suwadło. W takich przypadkach rolę sprężyny uderzeniowej pełni sprężyna powrotna.